# Sous-alimentation
Cet article concerne le manque d'alimentation. Pour la faim dans le monde, voir malnutrition.
 Mise en garde médicale
La sous-alimentation (ou sous-nutrition) est un état de manque important de nourriture caractérisé par un apport alimentaire insuffisant pour combler les dépenses énergétiques journalières d'un individu et entraînant des carences nutritionnelles. Chez l'être humain, la sous-nutrition prolongée entraîne des dommages irréversibles aux organes et, finalement, la mort.
Il convient de distinguer la sous-nutrition de la malnutrition, qui associe également une forte dimension qualitative.
D'après l'Organisation des Nations unies pour l'alimentation et l'agriculture (FAO), plus de 25 000 personnes meurent chaque jour de sous-nutrition ce qui en fait la première cause de mortalité dans le monde, et plus de 800 millions sont chroniquement sous-nutries, principalement dans les pays en développement. Selon le rapport 2019 de l'ONU/FAO sur la sécurité alimentaire mondiale, le nombre de personnes sous-alimentées dans le monde augmente à nouveau depuis 2015 ; le Programme alimentaire mondial (PAM) a mis en ligne une carte mondiale interactive de la faim dans le monde.

## Signes et symptômes
Les individus sous-alimentés perdent une grande partie de leur graisse ainsi que de la masse musculaire, le corps utilisant ces tissus pour produire de l'énergie par catabolisme, ce qui permet aux fonctions vitales de rester actives (le système nerveux et les muscles du cœur, notamment). Le catabolisme ne se déclenche que si les sources d'énergie entrant dans le corps sont épuisées.
Les carences en vitamines sont aussi une conséquence habituelle de la sous-nutrition, entraînant l'anémie, le béribéri, la pellagre et le scorbut. Ces maladies peuvent elles-mêmes causer des diarrhées, des exanthèmes, des œdèmes et des insuffisances cardiaques. Les individus sous-alimentés deviennent irritables, dépressifs, fatigués et souffrent de léthargie, ce qui peut mener à l'inanition.

## Causes
Les causes de la faim dans le monde sont multiples et interdépendantes. De façon pragmatique, elles peuvent être regroupées en deux types d’inaccessibilité à l’alimentation : l’inaccessibilité économique, quand la nourriture est disponible mais trop chère pour que la population puisse l’acheter et l’inaccessibilité physique ou géographique, quand la nourriture n’est simplement pas disponible.
Ces deux types d’inaccessibilités trouvent leurs causes dans différents facteurs.

### Inaccessibilité économique
Dans un système de libre marché, les prix sont définis par l’offre et la demande. Quand les prix des denrées alimentaires flambent, les populations des pays les plus pauvres, qui dépensent près de 70 % de leur budget dans l'alimentation, perdent l'accès à la nourriture.
La croissance démographique et la croissance des niveaux de vie dans les pays en développement font inéluctablement pression sur la « demande alimentaire ». La croissance des niveaux de vie en Chine ou en Inde permet à ceux qui la vivent d’abord de manger à leur faim puis de passer à un régime plus carnivore et l’élevage est une activité très consommatrice de céréales. Selon les sources, il faudrait jusqu’à 17 kg de céréales pour produire un kilogramme de viande de bœuf.
Deux facteurs supplémentaires participent à la pression sur la demande alimentaire : la demande en biocarburants et la spéculation. Avec l’augmentation des prix du pétrole, la production de biocarburants gagne en rentabilité et devient plus attractive pour les investisseurs. Pour se développer, elle a besoin de matières premières végétales qu’elle trouve également sur le marché alimentaire. D’après Nicolas Sarkozy mais aussi Jean Ziegler, la spéculation sur le marché des denrées alimentaires est la raison pouvant justifier la flambée des prix connue en 2008.
Un dernier facteur doit sans doute être pris en considération lorsque la demande alimentaire est évoquée. Il s’agit du gaspillage. En effet, s’il n’entraîne pas une augmentation de la demande dans le temps, il vient néanmoins gonfler celle-ci et fait donc pression sur les prix. D'après le Programme des Nations unies pour l'environnement, la moitié de la production alimentaire mondiale n'est pas consommée.
L’évolution du prix du pétrole influence l’offre alimentaire. En effet, dans un système d’agriculture industrielle, cette augmentation entraîne celle les coûts de production à travers le coût des engrais et des pesticides. Enfin, dans un système mondialisé, elle a également un impact sur le coût du transport.
L’offre alimentaire, et le libre marché, est également faussé par la concurrence déloyale que se livrent les différents États : Les subventions, comme celles octroyées dans le cadre de la Politique agricole commune, en sont un exemple, elles permettent aux agriculteurs qui en profitent de pratiquer le dumping sur les marchés extérieurs. D’autres moyens existent pour fausser la concurrence : quota, droits de douane ou règles sanitaires…

### Inaccessibilité physique
L’inaccessibilité physique (ou géographique) est due en partie au phénomène d’urbanisation vécu par les pays du Sud depuis quelques décennies. La FAO note d’ailleurs que les populations rurales souffrent globalement moins de la faim car elles ont encore accès à un terrain pour produire l’essentiel de leur alimentation. Cette urbanisation est due à la pauvreté des campagnes mais elle est aussi parfois entraînée par les politiques d’expropriation menées par certains États dans le but de revendre les terres à de grands groupes industriels ou à des fonds spéculatifs (Hedge funds).
L’inaccessibilité physique est également due au manque de rendement agricole et aux mauvaises infrastructures du Sud. Des capacités de stockage défaillantes entraînent une détérioration des récoltes. Les voies de transports insuffisantes rendent difficiles l’approvisionnement et le déploiement de l’aide d’urgence en cas de famine. En outre, les retards d’irrigation dans les pays pauvres, gardent leurs productions agricoles dépendantes à 95 % des pluies. L’outillage rudimentaire des populations rurales pèse sur leurs récoltes au niveau local mais a aussi un impact sur l’offre agricole mondiale.

### Guerre et problèmes climatiques
La guerre et les guerres civiles ainsi que les problèmes climatiques (sécheresses, inondations…) ont une influence sur la sous-alimentation à de nombreux niveaux.
Les conflits entraînent souvent la déportation des populations. Ils empêchent donc la culture des champs mais aussi l’utilisation des récoltes. S’ils ne détruisent pas les infrastructures, ils empêchent, en rendant dangereuse, leur utilisation. Il en va de même pour les problèmes climatiques.

## Conséquences

### Physiologie

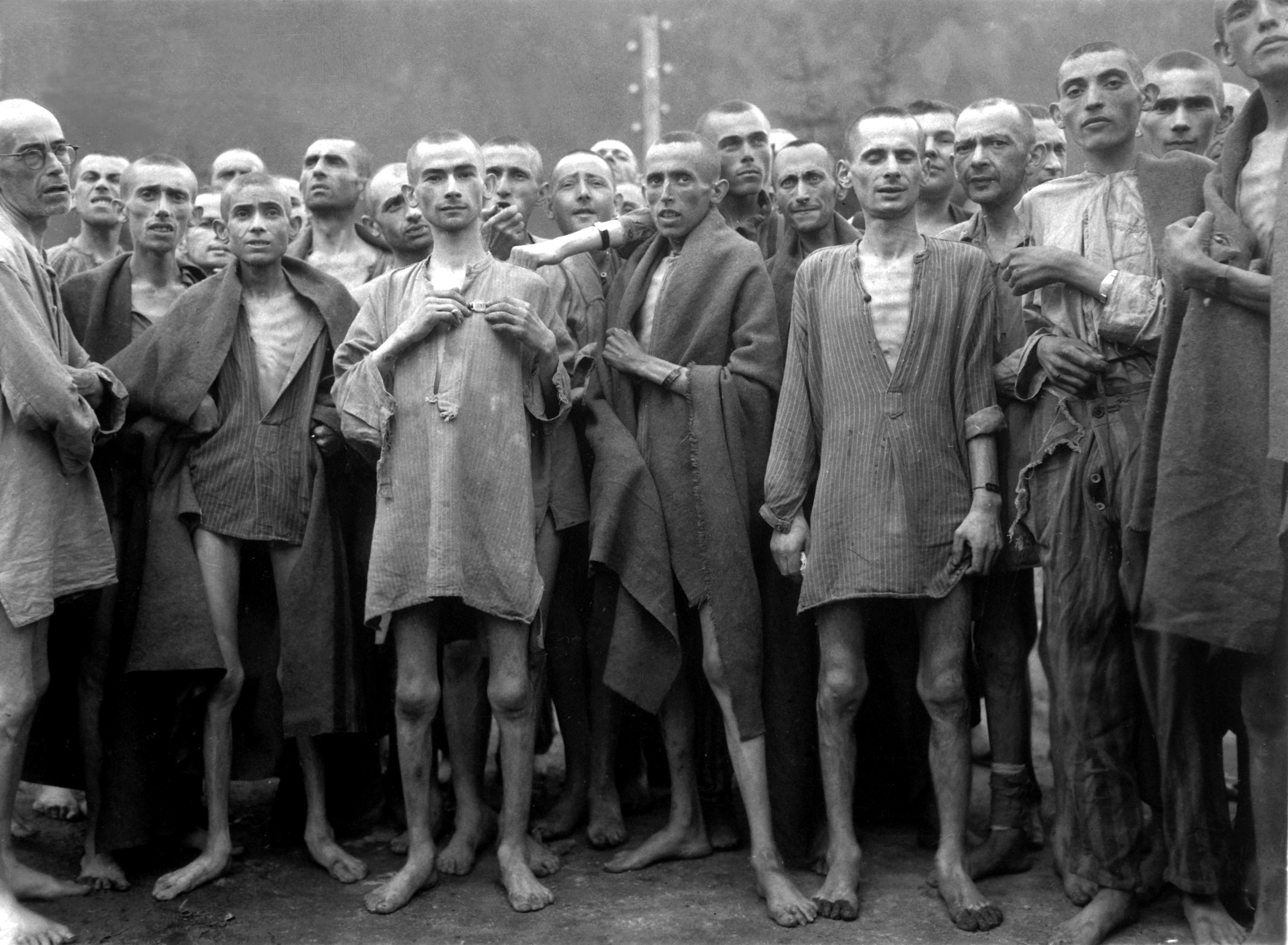
Prisonniers affamés du camp de concentration d'Ebensee.

La dénutrition (état résultant de la sous-nutrition) peut avoir des effets allant jusqu'à la mort :
- sensation impérieuse de faim et de soif ;
- hypoglycémie, avec notamment des vertiges et une sensation de faiblesse (asthénie) ;
- perte de masse corporelle (« poids »), amaigrissement ;
- déshydratation (apport d'eau insuffisant).

Le corps humain dispose de réserves d'énergie sous forme de glucides et de lipides. Les glucides sont utilisés pour le fonctionnement des organes et les lipides sont transformés en glucides pour être mis à disposition des organes. Ce phénomène provoque la maigreur et la perte de masse corporelle.
Lorsque les réserves en lipides sont toutes consommées, le corps commence à dégrader les protides (protéines) et notamment les cellules des muscles. Pour les dénutritions sévères, il y a donc une perte de masse musculaire. Lorsque les muscles abdominaux ne peuvent plus supporter le poids des viscères, cela provoque un gonflement du ventre, associé à l'ascite, due à la fuite d'eau du secteur vasculaire vers la cavité péritonéale consécutive au manque de protéines dans le sang.
Lorsque la sous-nutrition se produit au stade de l'enfance, elle a des effets graves sur la croissance du cerveau humain et nuit de façon parfois irréversible à ses capacités.
D'autres effets incluent :
- Baisse du métabolisme de base
- Hausse de la cétogenèse, apparition des corps cétoniques.
- Baisse des stéroïdes sexuels, et de l'attirance sexuelle ; aménorrhée et baisse de la production de spermatozoïdes.
- Lanugo (croissance de duvet isolé).
- Constipation et problèmes gastro-intestinaux.
- Troubles du sommeil.
- Faiblesse musculaire.
- Hypothermie.
- Modifications dans les hormones régulant l'appétit et la satiété.
- Croissance retardée.
- Inanition et mort.

L'état des petits enfants maigres à gros ventre est décrit sous le nom de Kwashiorkor.

### Psychologie
En plus de ses effets physiologiques, la sous-alimentation a des effets psychologiques non négligeables, confirmés par plusieurs études. L'étude la plus riche dans ce domaine est la Minnesota Starvation-Rehabilitation Experiment, effectuée entre 1944 et 1946, à laquelle prirent part 32 objecteurs de conscience âgés de 20 à 33 ans. Ils furent soumis à trois phases : douze semaines de contrôle, vingt-quatre semaines de « malnutrition » (semistarvation) et douze semaines de rétablissement. Pendant la période contrôle, les sujets recevaient un apport de 3 492 calories par jour, réduites à 1 570 calories pendant la deuxième phase, puis ramenées à un niveau normal pendant la période de rétablissement. Pendant la deuxième phase, la nourriture était similaire à celle consommée en Europe pendant les famines.
Les résultats furent exploités de diverses manières. Pour Josef Brozek, les études incluaient « des tests d'intelligence et de personnalité, des évaluations ainsi que des observations externes par les expérimentateurs ». D'après les sujets de l'expérience, la fatigue était le pire effet de l'apport insuffisant de calories, suivie par la faim, les douleurs musculaires, l'irritabilité, l'apathie, la sensibilité au bruit, et les douleurs liées à la faim (notamment à l'estomac). Les tests de personnalité révélèrent que les individus affamés éprouvaient une forte poussée de la « triade névrotique » (hypocondrie, dépression, hystérie), et les sujets notèrent une baisse notable dans leur volonté d'activité et une baisse spectaculaire de l'appétit sexuel. Les revues successives de cette expérience montrèrent que d'autres sujets subissaient de grandes déviations de leur personnalité durant la période de sous-nutrition. Tous ces troubles s'estompèrent puis disparurent durant la période de rétablissement, quand les sujets reprirent un apport calorique normal, démontrant l'impact psychologique de la sous-nutrition.
L'écrivain Jean Ziegler, rapporteur spécial des Nations unies pour le droit à l'alimentation, décrit d'autres effets de la sous-alimentation dans L'Empire de la honte :
« […] les plus terribles des souffrances provoquées par la sous-alimentation sont l'angoisse et l'humiliation. L'affamé mène un combat désespéré et permanent pour sa dignité. Oui, la faim provoque la honte. Le père ne parvient pas à nourrir sa famille. La mère reste les mains vides devant l'enfant affamé qui pleure. Nuit après nuit, jour après jour, la faim diminue les forces de résistance de l'adulte. »
— Jean Ziegler
Il cite également une étude de la sociologue Maria do Carmo Soares de Freitas à l'université de Bahia au Brésil, menée afin de comprendre comment les affamés d'un quartier pauvre de Salvador vivent leur situation. Leurs paroles, incluses dans le rapport Os textos dos Famintos, sont éloquentes :
« La faim vient de l'extérieur du corps. »
« La chose frappe à ma porte. » (la chose désigne la faim, et l'extérioriser est un moyen de défense).
« Je me sens persécuté, soit par la police, soit par la faim. » (« les mots « persécuté par la faim » reviennent dans presque toutes les réponses », d'après Ziegler).
« La nuit, quand les enfants pleurent et que la violence se déchaîne, se produisent des insomnies et des visions. » (les hallucinations nocturnes sont fréquemment rapportées, sous forme de rêves d'orgies alimentaires et de tables couvertes de nourriture).
« J'ai besoin de vaincre ma honte de fouiller dans les détritus, parce que voler serait pire. » (à propos de ceux qui en sont réduits à fouiller les poubelles à la recherche de nourriture).

### Humaines et économiques
La partie de l'humanité qui, faute de nourriture suffisante, ne parvient pas à se nourrir correctement (sous-nutrition et malnutrition) ne pourra pas facilement non plus apporter sa contribution à la marche du progrès, ce qui peut fort bien avoir des effets sur tous les autres. Le paléontologue Stephen Jay Gould se disait au moins autant préoccupé par ce problème d'efficacité que par le problème moral qui était posé.
Le professeur Richard Bellman se disait persuadé, en 1970 qu'il était d'ores et déjà possible de nourrir toute la planète à sa faim en adoptant une organisation adéquate. Bien que la population du globe ait pratiquement doublé depuis, les disponibilités alimentaires journalières moyennes par habitant dans le monde sont estimées à 2800 calories en 2003, chiffre légèrement supérieur aux 2700 calories recommandées par la FAO. Ces données masquent néanmoins des contrastes parfois considérables.

## Épidémiologie

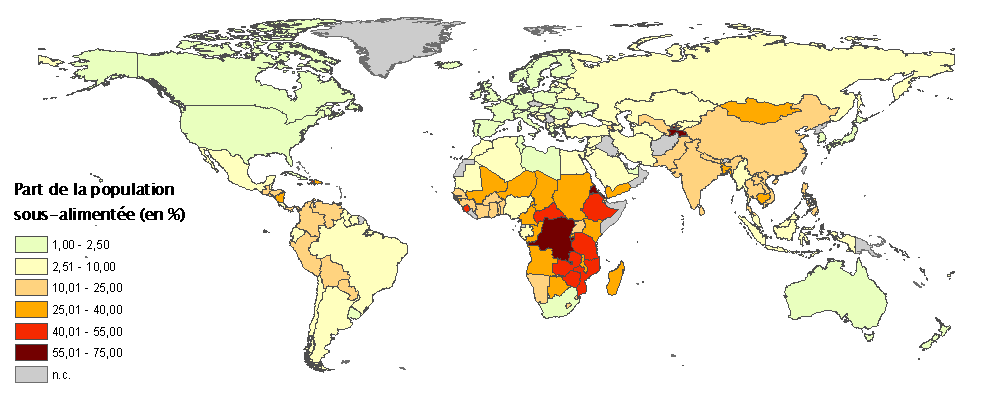
Concentration par pays des personnes souffrant de sous-alimentation en 2007 (selon les données de 2007/2008 de l'indice de développement humain).

Les expressions « souffrir de la faim » ou « mourir de faim » sont couramment employées pour parler de l'état de sous-nutrition.
En 2005, quelque 854 millions de personnes souffraient de la faim dans le monde. En valeur relative, la part des victimes de la faim a baissé de trois points depuis 1990-1992, pour s'établir à 17 % de la population mondiale. Les régions les plus en difficultés sont l'Afrique et le Proche-Orient. En Afrique subsaharienne, le nombre des mal nourris (206 millions de personnes) a augmenté de 37 millions de personnes sur les dix dernières années. Les pays les plus touchées par la faim sont ceux qui sont en guerre ou qui sortent d'un conflit.
Cependant, l'énorme problème de la sous-alimentation ne doit pas masquer la « faim cachée » ou « faim invisible », c'est-à-dire la malnutrition et plus précisément les carences en vitamines et en nutriments, affaiblissant l'organisme et causant de nombreuses maladies. Le rapport de 2004 de l'Unicef et la Banque mondiale en dresse un bilan terrifiant : les carences en fer parmi les bébés de 6 à 24 mois affectent le développement mental de 40 à 60 % des enfants des pays en développement ; les carences en iode ont fait reculer la capacité intellectuelle de ces pays de 10 à 15 %, et causent la naissance de 18 millions d'enfants handicapés mentaux par an ; le manque de vitamine A entraine la mort d'un million d'enfants chaque année.
Chez les adultes, les plus affectés sont souvent les femmes : l'anémie causée par le manque de fer entraine la mort de 60 000 jeunes femmes pendant leur grossesse ou leur accouchement ; le manque d'acide folique cause un décès par maladie cardiaque sur dix. Les carences s'additionnent et rendent l'organisme plus vulnérable à d'autres maladies. L'impact économique est énorme, la baisse d'énergie associée aux carences causant une chute de 2 % du PNB dans les pays les plus affectés.
Selon Jean Ziegler (rapporteur spécial pour le droit à l'alimentation du Conseil des droits de l’homme de l’Organisation des Nations unies de 2000 à mars 2008), la mortalité due à la sous-alimentation représentait 58 % de la mortalité totale en 2006 : "Dans le monde, environ 62 millions de personnes, toutes causes de décès confondues, meurent chaque année. En 2006, plus de 36 millions sont mortes de faim ou de maladies dues aux carences en micro-nutriments".

## Historique

### Premiers repères
En dépit de la révolution verte, la lutte contre la sous-alimentation et la malnutrition reste ardue en raison du nombre très important de personnes concernées. Un premier repère est fourni par les années 1950, durant lesquelles 953 millions d'individus souffrent de sous-alimentation, sur une population de 2,5 milliards d'habitants.
En 2006, près de 854 millions de personnes souffrent de sous-alimentation chronique et la nourriture dont elles disposent n'est même pas suffisante pour répondre aux besoins énergétiques minimum. Environ 200 millions d'enfants de moins de cinq ans présentent des symptômes aigus ou chroniques de malnutrition,.
En 2016, environ 795 millions de personnes souffrent encore de sous-alimentation.

### Rapport FAO de 2009
Le 14 octobre 2009, l'Organisation des Nations unies pour l'alimentation et l'agriculture (FAO) publie un rapport qui estime à plus d'un milliard le nombre de personnes souffrant de sous-alimentation dans le monde.
La ration calorique moyenne per capita dans les pays sous-développés est voisine de ce qu'elle était dans les pays développés en 1950, mais la nutrition équilibrée ne se résume pas à un bilan calorique correct : s'il n'y a plus de problème structurel de sous-nutrition (hors événements exceptionnels comme les famines), la malnutrition perdure, avec des îlots graves qui subsistent — et parfois se développent — en Afrique subsaharienne.

### Rapport FAO de 2012
Le 9 octobre 2012, la FAO publie, avec le Fonds international pour le développement agricole (FIDA) et le Programme alimentaire mondial (PAM), un nouveau rapport consacré à L'État de l'insécurité alimentaire dans le monde : il évalue à 868 millions le nombre de sous-alimentés, soit un humain sur huit, dont 852 millions dans les pays en développement, où ils représentent 14,8 % de la population.
Ces données traduisent, selon la FAO, un succès plus grand qu'escompté dans la lutte menée contre la faim depuis les années 1990. Cependant cette amélioration globale s'accompagne d'une accentuation des disparités entre l'Afrique, où la faim progresse, et l'Amérique du Sud et l'Asie, où elle recule.
Un autre point souligné par le rapport est que la « faim cachée », résultat non pas d'une ration calorique insuffisante, mais des carences en micronutriments (minéraux et vitamines essentiels), reste un phénomène majeur : elle touche près de 30 % de la population mondiale et affecte profondément l'état de santé et le taux de mortalité dans certaines régions.
Par ailleurs, le rapport relativise l'impact de la crise de 2007 et de ses suites : selon ses auteurs, contrairement à ce qui était attendu, la « grande récession » ne s'est pas traduite par une aggravation de la sous-nutrition ; cependant la cherté des produits agricoles et la volatilité de leurs prix depuis la crise alimentaire de 2007-2008 ont fortement ralenti le rythme atteint dans la réduction de la sous-alimentation.
Les inflexions du rapport vis-à-vis des analyses antérieures suscitent des interrogations, en particulier sur la place que peut y tenir le changement des méthodes de calcul de son « indicateur de sous-nutrition ». Elles peuvent conduire à la conclusion que le rapport précédent, en 2009, aurait largement surestimé la population en état de sous-nutrition. Par ailleurs, sa publication met en lumière la question des stratégies à mettre en œuvre et notamment de la place à donner au développement de l'agriculture urbaine et familiale.

### Rapport FAO de 2023
Le 12 juillet 2023, la FAO publie, avec le FIDA, l'OMS, le PAM et l'UNICEF, le rapport annuel sur « l’État de la sécurité alimentaire et de la nutrition dans le monde 2023 », qui constate qu'« à l’échelle mondiale, plus de 122 millions de personnes supplémentaires souffrent de la faim depuis 2019 en raison de la pandémie, des chocs météorologiques à répétition et des conflits, notamment de la guerre en Ukraine » et estime que « si la tendance perdure, l’objectif de développement durable qui consiste à éradiquer la faim d’ici à 2030 ne sera pas atteint ». Le rapport estime qu’entre 691 millions et 783 millions de personnes ont souffert de la faim en 2022. Sur la base de la moyenne, soit 735 millions, cela représente une augmentation de 122 millions par rapport à 2019.

### Cartographie
- Carte interactive relative à la sécurité alimentaire dans plus de 90 pays, avec prévisions pour les endroits où les données sont limitées (ONU/PAM)

### Vidéographie
La vidéo sur le site de l'IRD : Le Plumpy'nut : sauver les enfants de la famine, Octobre 2010